# Сегеда, Сергей Петрович
Сергей Петрович Сегеда (укр. Сергій Петрович Сегеда; род. 28 апреля 1949, Барвенково, Харьковская область, УССР) — украинский антрополог и этнолог, доктор исторических наук, профессор. До 2012 г. — главный научный сотрудник Института искусствоведения, фольклористики и этнологии им. М. Ф. Рыльського НАН Украины, ныне ведущий научный сотрудник Института народоведения НАН Украины.

## Биография
В 1971 г. окончил исторический факультет Киевского государственного университета, в 1974 г. — аспирантуру по специальности «антропология». В 1974—2000 гг. работал в Институте археологии НАН Украины. В 1981 г. защитил кандидатскую диссертацию в Институте этнографии им. Миклухо-Маклая АН СССР в Москве на тему: «Одонтологическая и дерматоглифическая характеристика украинцев Поднепровья в связи с вопросами этногенеза». В 2000—2012 гг. работал в Институте искусствоведения, фольклористики и этнологии им. М. Ф. Рыльського НАН Украины. Здесь в 2002 г. защитил докторскую диссертацию на тему: «Антропологический состав украинского народа: этногенетический аспект». Доктор исторических наук по двум специальностям: «этнология» и «антропология».
С 2012 г. является ведущим научным сотрудником Института народоведения НАН Украины. Также является профессором кафедры фольклористики Института филологии КНУ им. Шевченко (с 2002 г.) и кафедры этнологии и культурной антропологии Щецинского университета (Польша, с 2007 г.). На протяжении многих лет читал лекции для студентов-гуманитариев университетов Украины и Польши, в частности по славянской проблематике.

## Достижения
Специализируется в антропологии и этнической истории народов Восточной и Центрально-Восточной Европы. Создал собственную концепцию антропологического состава украинского народа. Исследует антропологические аспекты этногенеза и этнической истории украинского народа, внёс значительный вклад в изучение генетики украинского населения. Привёз из Москвы череп кошевого атамана Ивана Сирко, принимал участие в поисках места захоронения гетмана Ивана Мазепы на территории Румынии.

## Научные труды
Автор свыше 200 трудов, опубликованных на Украине, в России, Польше, Чехии, США, Финляндии, Венгрии и др. Среди них:
- Украинцы // Этническая одонтология СССР (1979);
- Одонтологическая и дерматоглифическая характеристика украинцев Поднепровья в связи с вопросами этногенеза (1980);
- Людина та її розвиток (в соавторстве, 1985);
- Основи антропології (1995);
- Історія первісного суспільства (в соавторстве, 1999);
- Антропологічний склад давнього населення України: етногенетичні аспекти // Етнічна історія давньої України (в соавторстве, 2000);
- Антропологічний склад давньоруського населення // Давня історія України: В 3-х т. (Т.3, 2000);
- Антропологічний склад українського народу: етногенетичний аспект (2001);
- Антропологія" (2001);
- Етнічна та етнокультурна історія України: У 3 т. (в соавторстве, Т.1, 2005);
- Wspólne korzenie cywilizacyjne Polski i Ukrainy (historia, etnologia, arheologia) (Lublin, 2007);
- Antropologia o pochodzeniu Słowian. Monografie Instytutu Antropologii UAM: Nr 12" (в соавторстве; Poznań, 2008);
- Антропологія" (2009);
- Гетьманські могили (2009);
- У пошуках предків. Антропологія та етнічна історія України (2012).